# Andrew Parker Bowles
Pour les articles homonymes, voir Parker et Bowles.
Andrew Parker Bowles (né le 27 décembre 1939 dans le Surrey) est un ancien officier de l'Armée britannique. Il est connu pour être le premier mari de Camilla Shand, mariée en secondes noces avec le roi Charles III du Royaume-Uni.

## Famille
Andrew Henry Parker Bowles est l'aîné des quatre enfants de Derek Parker Bowles, arrière-petit-fils de Thomas Parker, 6e comte de Macclesfield, et de son épouse Ann de Trafford (en), fille du propriétaire multimillionnaire de chevaux de course Sir Humphrey de Trafford, 4e baronnet (en). L'annonce de son baptême publiée dans The Times mentionne que ses parrains et marraines sont Sir Humphrey de Trafford, le marquis de Hartington (en), Miss Mary de Trafford et Miss Swinnerton-Dyer. Certaines sources ont affirmé que la reine mère Elizabeth Bowes-Lyon, dont ses parents sont des amis proches, était également sa marraine.
Sa sœur Mary Ann est la mère du pianiste Derek Paravicini. Parmi ses filleuls figurent la trapéziste Emma Herbert (en), qui était demoiselle d'honneur lors de son premier mariage le 4 juillet 1973, et Zara Phillips, fille de la princesse Anne.
Andrew Parker Bowles figure dans la ligne de succession de la pairie comtale de Macclesfield.

## Jeunesse
En 1953, Andrew Parker Bowles est page lors du couronnement de la reine Élisabeth II.
Jockey amateur, Andrew Parker Bowles participe au Grand National de 1969 sur son cheval The Fossa, terminant la course à la 11e place. Il a joué dans l'équipe de polo du prince Charles pendant leur jeunesse. À partir de juin 1970, Andrew Parker Bowles fréquente la princesse Anne du Royaume-Uni. Selon la biographe Sally Bedell Smith (en), la relation n'aurait pas pu être « très sérieuse entre Anne et Andrew parce qu'Andrew était catholique », et tout mariage potentiel était donc peu probable,. Leur romance prend fin quelque temps avant les fiançailles d'Andrew avec Camilla Shand. Toutefois, Andrew et la princesse Anne sont restés amis,.

## Carrière militaire
Andrew Parker Bowles fait ses études au Benedictine Ampleforth College et à l'Académie royale militaire de Sandhurst. Il est affecté aux Royal Horse Guards (The Blues) en 1960. Il est aide de camp du gouverneur général de Nouvelle-Zélande, Sir Bernard Fergusson, de 1965 à 1966. Entre 1967 et 1969, il occupe le grade militaire d'adjudant des Royal Horse Guards. Le régiment devient The Blues and Royals en 1969, et Andrew Parker Bowles reste adjudant jusqu'en 1970. Il est ensuite promu Major le 31 décembre 1971.
En 1972, il est le chef de l'escadron « B » de l'opération Motorman, pendant le conflit nord-irlandais, en Ulster. Il occupe ensuite le poste d'officier de liaison supérieur auprès de Lord Soames lorsque celui-ci est gouverneur de la Rhodésie du Sud pendant la transition vers le Zimbabwe en 1979-1980. Il devient lieutenant-colonel le 30 juin 1980. En 1980, il reçoit la Queen's Commendation for Bravery (en) au Zimbabwe. Le 30 juin 1987, il est promu colonel.
Il est promu brigadier le 30 juin 1990 et dirige le Royal Army Veterinary Corps de 1991 à 1994. Il prend se retraite en 1994.
Andrew Parker Bowles a occupé les grades suivants :
- 23 janvier 1962 : lieutenant[20] ;
- 23 juillet 1966 : capitaine[21] ;
- 31 décembre 1971 : major[22] ;
- 1er décembre 1980, avec effet rétroactif au 30 juin 1980 : lieutenant-colonel[23] ;
- 30 juin 1987 : colonel[18] ;
- 31 décembre 1990, avec effet rétroactif au 30 juin 1990 : brigadier[24] ;
- 27 décembre 1994 : retraité[25].

## Mariages et descendance
Après une relation intermittente, il épouse Camilla Shand lors d'une cérémonie catholique en 1973. Auparavant, Camilla a eu une liaison avec le prince Charles de Galles. Le couple s'installe dans le Wiltshire et a deux enfants, Thomas et Laura, qui sont élevés dans la religion catholique. Laura fréquente St Mary's, une école catholique pour filles dans le Dorset, tandis que Thomas fréquente le collège d'Eton. Pendant leur mariage, Andrew a de nombreuses liaisons extraconjugales,, tandis que Camilla renoue avec le prince Charles. Ils divorcent en 1995. Andrew et Camilla ont cinq petits-enfants : Lola, Freddy, Eliza, Louis et Gus.
En 1996, un an après son divorce avec Camilla, Andrew Parker Bowles se remarie avec sa compagne de longue date, Rosemary Alice Pitman (née Dickinson le 19 janvier 1940, et morte le 10 janvier 2010). Elle était auparavant mariée au lieutenant-colonel John Hugh Pitman avec qui elle a eu trois fils. Le couple assiste au remariage de Camilla avec le prince Charles en 2005. Rosemary meurt des suites d'un cancer en 2010. La princesse Anne assiste au service funèbre à l'église catholique de St Aldhelm, à Malmesbury.

## Dans la culture
En 2003, Andrew Parker Bowles pose pour un tableau de Lucian Freud intitulé Le Brigadier. En 2015, l'œuvre est vendue pour 34,89 millions de dollars chez Christie's.
Le rôle d'Andrew Parker Bowles est interprété par Simon Wilson (en) dans Coup de foudre royal (2005) et par Andrew Buchan dans The Crown (2019).

## Distinctions
Andrew Parker Bowles est nommé officier de l'ordre de l'Empire britannique (classe militaire) en 1982.
Le Royal Veterinary College lui décerne le titre de membre honoraire en 2003.